# U.S. Department of Agriculture. Bureau of Plant Industry. Miscellaneous Publication
U.S. Department of Agriculture. Bureau of Plant Industry. Miscellaneous Publication (abreviado U.S.D.A. Bur. Pl. Industr. Misc. Publ. o Misc. Publ. U.S.D.A.) es una revista científica ilustrada con descripciones botánicas que es editada  por  el Departamento de Agricultura de los Estados Unidos desde el año 1927 hasta ahora.